# Neville Chamberlain
Arthur Neville Chamberlain (Edgbaston kod Birminghama, 18. ožujka 1869. – Heckfield kod Readinga, 9. studenog 1940.), britanski političar, premijer Ujedinjenog Kraljevstva
Zagovarač je britanskog imperijalizma 19. stoljeća. Od 1930-40. bio je predsjednik Konzervativne stranke, od 1937-40. britanski premijer naslijedivši Stanleya Baldwina. S njim na čelu britanska je vlada, u savezu s Francuskom, vodila politiku smirenja i pregovora u Europi, koja se u svojemu ishodu pokazala popustljivom, te kapitulantskom prema sve agresivnijem Hitleru, što je bilo kobno za međunarodnu zajednicu. Dao je ostavku nakon što je Njemačka napala Francusku. Naslijedio ga je Winston Churchill.
Chamberlain je umro od raka šest mjeseci nakon odlaska s premijerskog položaja.